# Vauxrenard
Vauxrenard – miejscowość i gmina we Francji, w regionie Owernia-Rodan-Alpy, w departamencie Rodan.
Według danych na rok 1990 gminę zamieszkiwało 226 osób, a gęstość zaludnienia wynosiła 12 osób/km² (wśród 2880 gmin regionu Rodan-Alpy Vauxrenard plasuje się na 1401. miejscu pod względem liczby ludności, natomiast pod względem powierzchni na miejscu 555.).